# سمكة ديودن
ديودن تعتبر سمكة ديودن من ألأسماك المنتفخة البحرية و هي سمكة متوسطة الحجم ذات لون رمادي أو أسود كما تزينها بقع من ألوان مشعة تستعمل لإخافة مفترسيها وتنتشر في البحار المعتدلة والاستوائية الضحلة في جميع أنحاء العالم. تنتشر كميات كبيرة منها بعيدًا عن الشاطئ، حيث توجد أفواج كبيرة منها تقدر بالآلاف. وهي بطيئة الحركة بوجه عام
كما أن لسمكة ديودن القدرة على نفخ جسدها عن طريق بابتلاع المياه أو الهواء، ومن ثم تخرج مجموعة من الأشواك عند شعورها بالخطر وذلك من أجل إخافة  ألأكبر منها حجما.

## الدفاع عن النفس
تتعدد أساليب الأسماك في الدفاع عن نفسها، فهناك من يكتفي بالسباحة و ألإبتعاد عن مفترسيه اعتمادا على قوة عضلاته، وهناك أنواع تحدت هزات كهربائية فتخيف مفترسيها، وتوجد بعض ألأسماك تعتمد التمويه .
لكن سمكة  لها طريقة دفاع عن النفس تميزها عن باقي ألأصناف ألأخرى وهي ألإنتفاخ فتصبح بفضل أشواكها غير قابلة للهضم.